# Roscoe Lockwood
Roscoe Conkling Lockwood (Upper Pittsgrove, 22 de noviembre de 1875-Moorestown, 24 de noviembre de 1960) fue un deportista estadounidense que compitió en remo. Participó en los Juegos Olímpicos de París 1900, obteniendo una medalla de oro en la prueba de ocho con timonel.

## Palmarés internacional
| Juegos Olímpicos | Juegos Olímpicos | Juegos Olímpicos | Juegos Olímpicos |
| Año              | Lugar            | Medalla          | Prueba           |
| ---------------- | ---------------- | ---------------- | ---------------- |
| 1900             | París (Francia)  | Medalla de oro   | Ocho con timonel |